# Annelie Ahrenstrand
Annelie Arenstrand, född 8 augusti 1964 i Stockholm, är en svensk simmare och paralympier.
Annelie Arenstrand tävlade för Hanvikens Sportklubb och tog fem guld i simning på Paralympiska sommarspelen 1980 i Arnhem, Nederländerna, fyra guld och ett silver vid Paralympiska sommarspelen 1984 i Stoke Mandeville, Storbritannien och New York, USA, och fem guld i Handikapp VM i Göteborg 1986.
Annelie Arenstrand blev utsedd till Årets idrottskvinna 1980.